# Fluorofor
Fluorofor er et stof som udviser luminiscens i form af fluorescens dvs. afgiver synligt lys ved påvirkning med elektroner, ultraviolet lys eller kortbølget synligt lys. Synonymet fluorochrom anvendes også. Fluoroforer er både små og store, komplekse organiske forbindelser. Uorganiske forbindelser, der udviser fotoluminiscens, kaldes tilsvarende fosforer (med tryk på anden stavelse; efter engelsk phosphor). Forskellen mellem fosforer og fluoroforer beror på naturen af den aktiverede tilstand, men der er ikke nogen skarp grænse mellem fosforer og fluoroforer. Både fosforer og fluoroforer betegnes som luminiforer eller fotoluminiforer.
Nobelprisen i kemi i 2008 blev tildelt forskerne Osamu Shimomura, Martin Chalfie og Roger Y. Tsien, der identificerede og isolerede det første fluorescerende protein (GFP, green fluorescent protein, se nedenfor) fra vandmanden ’’Aequorea victoria’’.

## Energioverførsel
Lysfænomenet beror på energioverførsel, og derfor kan en fluorofor betegnes som en transducer. En elektron absorberer en foton med høj energi og bliver løftet til et højere energiniveau. Elektronen er blevet exciteret eller aktivereret. Systemet henfalder igen til grundniveauet ved udsendelse af en foton. Den udgående foton vil altid have lavere energi end den indgående foton, dvs den udgående stråling vil altid have længere bølgelængde end den indgående stråling.
Hvis energioverførslen til den udgående foton sker på mindre end 10-8 sekund kaldes fænomenet fluorescens, hvis energioverførslen varer længere, kaldes det fosforescens.
Flere fysiske fænomerer forklares ved den samme energioverførsel: fluorescens, fosforescens, katodeluminescens og nordlys

## Naturlig forekomst
- Koraller[1]
- Vandmænd
- Fisk[2][3]
- Planter Blomster, Chlorophyll og mange andre plantefarvestoffer

## Eksempler på fluoroforer
Mange fluoroforer er små molekyler med 20 til 100 atomer (200 - 1000 Dalton), men der er også mange større naturlige fluoroforer som proteiner. Det mest kendte fluoroscerende protein blev kaldt Green Fluorescent Protein, GFP, fundet i vandmanden ’’Aequorea victoria’’. Se her for en engelsk liste over fluoroforer.
Små molekyler, der fluorescerer:
- Xanthener: fluorescein, 2',7'-dichlorofluorescein, rhodamine, Oregon green, eosin og Texas red
- Cyaniner: cyanine, indocarbocyanine, oxacarbocyanine, thiacarbocyanine og merocyanine
- Naphthalener: dansyl og prodan derivater
- Coumariner
- Oxadiazoler: pyridyloxazole, nitrobenzoxadiazole og benzoxadiazole
- Anthracener: anthraquinoner DRAQ5, DRAQ7 og CyTRAK Orange
- Pyrener: cascade blue
- Oxaziner: Nile red, Nile blue, cresyl violet, oxazine 170
- Acridiner: proflavin, acridine orange, acridine yellow.
- Arylmethiner: auramine, crystal violet, malachite green
- Tetrapyrroler: porphin, phthalocyanine, bilirubin

Store molekyler, der fluorescerer:
- Green fluorescent protein (GFP) på 26 kDa fra vandmanden ’’Aequorea victoria’’.
- Yellow fluorescent protein (YFP, Citrine, Venus, Ypet) mutant GFP
- mCherry, rødt fluorescerende protein på 28.8 kDa fra korallen ’’Discosoma sp’’.
- Phycobiliproteiner (PE, APC...) på ≈240 kDa.

## Anvendelser
Mærkning med fluorophorer har haft en stor betydning for biologiske og biokemiske landvindinger inden for bl.a. funktionen af proteiner. Teknikker som immunofluorescens og immunohistokemi er blevet uundværlige for det moderne biologiske laboratorium, se her for en oversigt over metoder på engelsk.
Under betegnelsen “neon farver” anvendes mange fluorescerende stoffer til farvning og mærkning som tekstilfarver og optisk hvidt, i kosmetik, i sikkerhedsudstyr og sikkerhedsbeklædning.
Andre anvendelser er i organisk LED og solpaneler.
Man har også fornøjet sig med at fremstille fluorescerende dyr ved genmodificering, som f.eks. ”Glo Fish”